# Лос-Альтос (держава)
Ло́с-А́льтос, дослівно з іспанської: «висоти», офіційна назва: «Республіка Шостого Штату Висот» (ісп. República del Sexto Estado de Los Altos) — держава Центральної Америки в 1838–1840, 1848–1849 роках. До розпаду Федеративної Республіки Центральної Америки входила до її складу як шостий за рахунком штат. Розташовувалася на заході сучасної Гватемали, включаючи область Соконуско в мексиканському штаті Чіапас.
Лос-Альтос утворився внаслідок політичних розбіжностей між лібералами і консерваторами і напружених відносин між містом Гватемалою з одного боку, і Кесальтенанго з прилеглими областями, з другого. Спори про поділ Гватемали почалися відразу після здобуття незалежності Мексики від Іспанії в 1821 році. Пізніше, в листопаді 1824 року це питання порушувалося парламентом Федеративної Республіки, але значна опозиція з боку Гватемали перешкодила цьому рішенню.
2 лютого 1838 року була офіційно оголошена незалежність Лос-Альтос від Гватемали. Уряд Федеративної Республіки визнав Лос-Альтос як шостий штат Федерації. Затверджений прапор Лос-Альтоса був модифікацією прапора Федеративної Республіки. На гербі був зображений кецаль, що символізує свободу. Надалі кецаль з'явився на гербі Гватемали.
Лос-Альтос складався з адміністративних областей Тотонікапан (сучасні гватемальські департаменти Тотонікапан, Уеуетенанго), Кесальтенанго (сучасні департаменти Кесальтенанго та Сан-Маркос) і Сучитепекес-Солола (сучасні департаменти Реталулеу, Сучитепекес, Солола, та Кіче) і Соконуско (сучасний регіон мексиканського штату Чіапас).
Лос-Альтос до кінця залишався вірним Федеративній Республіці, але, оскільки внаслідок громадянської війни Федерація розпалася, Лос-Альтос оголосив себе незалежною республікою. У 1840 році більша частина областей була захоплена армією Рафаеля Каррери. Використовуючи в своїх інтересах хаос і плутанину, що запанували в Лос-Альтос, Мексика захопила область Соконуско.
В 1844, 1848 та 1849 роках на території Лос-Альтос спалахували повстання за незалежність проти диктатури Рафаеля Каррери, але всі вони були придушені.
Нині назва Лос-Альтос збереглося за областями, прилеглими до Кесальтенанго. Таку саму назву має мексиканська частина колишньої держави в штаті Чіапас. Прапор і герб Лос-Альтос збереглися на прапорі і гербі Кесальтенанго.